# زیردریایی یو-۶۶۴
زیردریایی یو-۶۶۴ (به انگلیسی: German submarine U-664) یک زیردریایی است که طول آن ۶۷٫۱ متر (۲۲۰ فوت ۲ اینچ) می‌باشد. این زیردریایی در سال ۱۹۴۲ ساخته شد.